# فرسن-آن-تاردنوئیس
فرسن-آن-تاردنوئیس (به فرانسوی: Fresnes-en-Tardenois) یک کمون (فرانسه) در فرانسه است که در ان (ا-دو-فرانس) واقع شده‌است. فرسن-آن-تاردنوئیس ۸٫۸۴ کیلومتر مربع مساحت دارد ۱۲۵ متر بالاتر از سطح دریا واقع شده‌است.